# Thomas Tallis
Thomas Tallis (ook: Tallys) (Kent of Leicestershire, 1505 (?) - Greenwich, 23 november 1585) was een Engelse componist en organist over wiens vroegere jaren zeer weinig bekend is. Hij wordt beschouwd als de grondlegger van de Engelse, anglicaanse kathedraalmuziek. Hoewel hij katholiek gebleven was, genoot hij een grote waardering aan het hof.

## Levensloop
Aanvankelijk was hij organist aan Waltham Abbey in Essex. In 1540 werd hij als organist verbonden aan de kathedraal van Canterbury. Vanaf 1543 was hij in dienst als Gentleman of the Chapel bij Queen Mary, vanaf 1572 samen met zijn leerling William Byrd. Queen Mary schonk hem in 1557 het huis 'Minster' in Thanet. Na haar korte regering ging hij over naar de dienst van Koningin Elizabeth die hem in 1575 tezamen met Byrd het alleenrecht gaf voor het drukken van muziek en handel in muziekpapier voor een periode van 21 jaar. Als eerste werk brachten Byrd en Tallis een verzameling Latijnse motetten uit, waarin 16 werken van Tallis staan. Omdat de verkoop tegenviel, verzochten beide componisten twee jaar later in plaats daarvan een jaarlijkse toelage, die hun werd gegeven. De twee Masters waren toen gezamenlijk organist van de Chapel Royal.
De overgrote meerderheid van Tallis' werk is in het Latijn, en zijn Engelse anthems stammen uit de perioden waarin het Anglicaanse beleid Engels als taal voor kerkzangen oplegde. Tallis is een van de eerste meesters die Engelse teksten op muziek zetten voor kerkelijk gebruik. Twee van zijn beroemdste werken zijn de hymnen If ye Love me en Hear the Voice and Prayer, die in zekere zin in het collectieve geheugen van de gemiddelde Engelsman gedrukt staan. Een compact en buitengewoon weldoordacht pareltje uit Tallis' Engelse repertoire is Blessed are they that be Undefiled, waarin zijn typische strakke, harmonische eenvoud aan de oppervlakte komt. Daarnaast putte Tallis zich echter graag uit in het overdonderen met grote koren; het bekendste voorbeeld hiervan is Spem in alium, een motet voor niet minder dan veertig stemmen, dat vermoedelijk ter gelegenheid van de veertigste verjaardag van Elizabeth gecomponeerd werd. 
Tallis wordt ook herdacht om zijn bekende toonzetting van de Lamentaties van Jeremias, die in de jaren 60 door Alfred Deller onder de aandacht werden gebracht. Ralph Vaughan Williams verkreeg begin 20e eeuw voor het eerst bekendheid met zijn Fantasia on a Theme by Thomas Tallis voor strijkkwartet en strijkorkest.

## Kamerkoor
Er bestaat een kamerkoor dat ter ere van deze componist The Tallis Scholars heet.

## Composities

### Missen en gewijde muziek

#### Anthems (Engels)
vanaf 1546: 
- A new commandment, voor gemengd koor
- Hear the Voice and Prayer, voor gemengd koor
- If ye Love me, voor gemengd koor
- O Lord, give thy Holy Spirit, voor gemengd koor
- Purge me, O Lord, voor gemengd koor
- Remember not, O Lord God (twee versies), voor gemengd koor
- Verily, verily, I say unto you, voor gemengd koor

#### Cantiones sacrae (Latijn)
- na 1559 Lamentatione Jeremiae Prophetae, voor koor (ATTBarB)
  - First Lectio:
    - Incipit lamentatio
    - Aleph
    - Beth
    - Jerusalem

  - Second Lectio:
    - De lamentatione
    - Gimel
    - Daleth
    - Heth
    - Jerusalem
- tussen 1567 en 1572 Spem in alium numquam habui, motet (Respensorium tot Matutin) op teksten uit het Deutero-canonieke of Apocriefe boek Judith VIII, 19 en VI, 15 voor acht vijf-stemmige koren
- 1575 Dum transisset Sabbatum, voor vijf-stemmig gemengd koor
- 1575 In iejunio et fletu, vasten motet voor vijf-stemmig gemengd koor
- 1575 Salvator mundi, motet voor vijf-stemmig gemengd koor
- 1575 Absterge, Domine
- 1575 Candidi facti sunt
- 1575 Derelinquat impius
- Audivi vocem de caelo, voor gemengd koor
- Deus tuorum militum
- Ex more docti (Mulliner Book)
- Gaude gloriosa Dei Mater, voor zes-stemmig gemengd koor
- Hodie nobis celorum Rex, voor gemengd koor
- Honor, virtus et potestas, voor gemengd koor
- Iam Christus astra ascenderat
- I am lucis orto sidere, hymne
- In pace in idipsum, voor gemengd koor
- Iste confessor, hymne
- Loquebantur variis linguis, voor gemengd koor
- Magnificat et Nunc dimittis
- Miserere nostri, motet voor zeven-stemmig gemengd koor
- Natus est nobis, Antifoon
- O nata lux de lumine, voor vijf-stemmig gemengd koor
- O sacrum convivium, voor vijf-stemmig gemengd koor
- Puer natus est nobis, mis voor het kerstfeest voor zeven-stemmig gemengd koor
- Sancte Deus
- Sermone blando angelus
- Suscipe quaeso Domine, motet
- Te lucis ante terminum, voor vijf-stemmig gemengd koor
- Videte miraculum, voor zes-stemmig gemengd koor

#### 9 Psalmvertoningen (Engels) voor: Archbishop M. Parker, «The Whole Psalter»
- 1567:
- Come, Holy Ghost, voor gemengd koor
- E'en lijke the hunted hind, voor gemengd koor
- Expend, O Lord, voor gemengd koor
- God grant we grace, voor gemengd koor
- Let God arise, voor gemengd koor
- Man blest no doubt, voor gemengd koor
- O come in one, voor gemengd koor
- Why brag'st in malice high, voor gemengd koor
- Why fum'th in fight, voor gemengd koor

#### Andere werken
- Blessed are they that be Undefiled
- Christ rising again
- Hear the voice and prayer
- Mis voor vier stemmen

## Media
|  | |
|  | Tallis: Lamentatione Jeremiae Prophetae - Opname: live in Madonna dei Monti, Rome door The Tudor Consort in november 2005 (download·info) |

- Biblioteca Nacional de España: XX4660490
- Bibliothèque nationale de France: cb13900273w (data)
- Catàleg d'autoritats de noms i títols de Catalunya: 981058522948306706
- Gemeinsame Normdatei: 118801252
- International Standard Name Identifier: 0000 0001 1556 4886
- Library of Congress Control Number: n50009548
- Nationale Bibliotheek van Letland: 000041744
- MusicBrainz: e29c77e6-3bc0-4bea-90ed-4caff60f6bc3
- Bibliotheek van het Japanse parlement: 01031724
- Nationale Bibliotheek van Tsjechië: mzk2003187252
- Nationale Bibliotheek van Israël: 987007428541805171
- Nederlandse Thesaurus van Auteursnamen: 072402857
- SNAC: w6pc3s82
- Système universitaire de documentation: 070394598
- Trove: 1224444
- Virtual International Authority File: 27253373
- WorldCat: E39PBJmDhwfC77VYx8qKG7ttKd